# Barbara Wood
Barbara Wood, née Lewandowski, le 30 janvier 1947 à Warrington, dans le Lancashire (Angleterre), est une romancière américaine d'origine anglaise, auteure de nombreux romans d'amour historiques. Elle a également publié sous le pseudonyme Kathryn Harvey.

## Biographie
Elle fait ses études en Californie, où ses parents britanniques ont émigré. Elle y rencontre son mari, George Wood, et prend la nationalité américaine. Elle devient infirmière dans un bloc opératoire.
Elle écrit un premier roman à 16 ans, mais ne trouve pas d'éditeur. Elle publie pour la première fois en 1970 un roman écrit en collaboration avec Nancy Fisher. À partir de 1978, elle fait paraître régulièrement des romans d'amour historiques.
Voyageuse infatigable, elle séjourne notamment en Europe, en Alaska, en Égypte, en Afrique orientale et en Union soviétique.

## Œuvres

### Romans
- Vitals Parts (1970), en collaboration avec Nancy Fisher
- The Magdalene Scrolls (1978)
- Hounds and Jackals (1978)
- Curse This House (1978)
- Yesterday's Child (1979) Publié en français sous le titre Inavouable Héritage, Paris, France Loisirs, 2015 ; réédition, Paris, Presses-Pocket no 16391, 2016  (ISBN 978-2-266-25944-6)
- Night Trains (1979)
- Childsong (1981)
- The Watch Gods (1981)
- Domina (1983) Publié en français sous le titre Et l'aube vient après la nuit, Paris, Belfond, coll. « Les grands romans Belfond », 1984 ; réédition, Paris, J'ai lu, coll. « Roman » no 2076-2077, 1986  (ISBN 2-277-22076-0) ; réédition, Paris, Presses de la Cité, 1998  (ISBN 2-258-05023-5)
- Vital Signs (1985) Publié en français sous le titre Les Battements du cœur, Paris, Belfond, coll. « Les grands romans Belfond », 1988 ; réédition, Paris, J'ai lu, coll. « Roman » no 2909, 1990  (ISBN 2-277-22909-1) ; réédition, Paris, Presses de la Cité, 1998  (ISBN 2-258-05022-7)
- Soul Flame (1987) Publié en français sous le titre Séléné, Paris, Presses de la Cité, 1988 ; réédition, Paris, Presses-Pocket no 3453, 1990  (ISBN 2-266-03433-2)
- Green City in the Sun (1988) Publié en français sous le titre African Lady, Paris, Presses de la Cité, 1989 ; réédition, Paris, Presses-Pocket no 3669, 1990  (ISBN 2-266-04050-2)
- The Gifts of Peace (1990)
- The Dreaming (1991), aussi paru sous le titre Songlines of Destiny Publié en français sous le titre Australian Lady, Paris, Presses de la Cité, 1991 ; réédition, Paris, Presses-Pocket no 4626, 1992  (ISBN 2-266-05261-6)
- Virgins of Paradise (1993) Publié en français sous le titre Les Vierges du paradis, Paris, Presses de la Cité, 1992 ; réédition, Paris, Presses-Pocket no 4208, 1994  (ISBN 2-266-06153-4)
- The Prophetess (1996) Publié en français sous le titre La Prophétesse', Paris, Presses de la Cité, 1997 ; réédition, Paris, Presses-Pocket no 10515, 1998  (ISBN 2-266-08584-0)
- Perfect Harmony (1998) Publié en français sous le titre Les Fleurs de l'Orient', Paris, Presses de la Cité, 1998 ; réédition, Paris, Presses-Pocket no 10754, 2002  (ISBN 2-266-09488-2)
- Sacred Ground (2001) Publié en français sous le titre La Terre sacrée, Paris, Presses de la Cité, 2011 ; réédition, Paris, Presses-Pocket no 11498, 2002  (ISBN 2-266-11870-6)
- The Blessing Stone (2002) Publié en français sous le titre La Pierre sacrée, Paris, Presses de la Cité, 2003 ; réédition, Paris, Presses-Pocket no 12207, 2005  (ISBN 2-266-14248-8)
- Star of Babylon (2005) Publié en français sous le titre L'Étoile de Babylone, Paris, Presses de la Cité, 2005 ; réédition, Paris, Presses-Pocket no 12918, 2007  (ISBN 978-2-266-16031-5)
- Daughter of the Sun (2007), aussi paru sous le titre The Last Shaman Publié en français sous le titre La Dernière Chamane, Paris, Presses de la Cité, 2007 ; réédition, Paris, Presses-Pocket no 13610, 2009  (ISBN 978-2-266-18123-5)
- Woman of a Thousand Secrets (2008) Publié en français sous le titre La Femme au mille secrets, Paris, Presses de la Cité, 2009 ; réédition, Paris, Presses-Pocket no 14367, 2011  (ISBN 978-2-266-20280-0)
- This Golden Land (2011) Publié en français sous le titre La Femme du bout du monde (livre), Paris, Presses de la Cité, 2011 ; réédition, Paris, Presses-Pocket no 15089, 2013  (ISBN 978-2-266-22727-8)
- The Divining (2012) Publié en français sous le titre La Fille du loup, Paris, Presses de la Cité, 2012 ; réédition, Paris, Presses-Pocket no 15551, 2014  (ISBN 978-2-266-23903-5)
- The Serpent and the Staff (2013) Publié en français sous le titre La Guérisseuse et le Roi, Paris, Presses de la Cité, 2013 ; réédition, Paris, Presses-Pocket no 15923, 2015  (ISBN 978-2-266-24906-5)
- Rainbows on the Moon (2016) Publié en français sous le titre L'Île du feu sacré, Paris, Presses de la Cité, 2015 ; réédition, Paris, Presses-Pocket no 16589, 2016  (ISBN 978-2-266-26776-2)
- Land of the Afternoon Sun (2016) Publié en français sous le titre Terres d'espérance, Paris, Presses de la Cité, 2016  (ISBN 978-2-258-13652-6)
- The Far River (2018)

### Romans signés Kathryn Harvey
- Butterly (1989) Publié en français sous le titre Butterfly, Paris, J'ai lu, coll. « Roman » no 3252, 1992  (ISBN 2-277-23252-1)
- Stars (1993) Publié en français sous le titre Stars, Paris, Harlequin, coll. « Les best-sellers » no 50, 1996  (ISBN 2-280-16454-X) ; réédition sous le titre La Clé du passé, Paris, Harlequin, coll. « Mira », 2004  (ISBN 2-280-85509-7) ; réédition, Paris, Harlequin, coll. « Jade », 2007  (ISBN 978-2-280-09420-7)
- Private Enfance (2005)